# Erik Boes
Erik Boes (né le 18 septembre 1973 à Yamoussoukro en Côte d'Ivoire) est un athlète français, spécialiste du lancer du disque et du Lancer de Poids.

## Biographie
Titres Nationaux :
-Il est sacré champion de France du lancer du disque en 2003 à Narbonne, avec un lancer à 56,11 m.
-Vice-champion de France du lancer de Disque en 2005 à ANGERS, avec un lancer de 54.48 m.
-Champion de France Hivernal de lancer du Disque en 2006 à Salon de Provence, ave un lancer à 55.40 m.
-Champion de France Junior en Salle du Lancer de Poids
Records Personnels :
-Son record personnel, établi en 2006 à Saint-Priest, est de 58,11 m.
-Son record personnel au Lancer de Poids de 7.260 kg en salle est de 17.92 m
-Son record personnel au Lancer de Poids de 6 Kg (Junior) est de 17.75 m.
-Son record personnel au Lancer de Marteau de 7.260 Kg est de 42.64 m. 
Sélections Internationales :
- 1 sélection équipe de France Jeune (Narbonne)
- 3 sélections équipe de France Sénior INT. A : Viarregio (ITA), Clermont-Ferrand (FRA) et Tel-Aviv (ISR) Coupe d'Europe.
Entraineurs : Jacques GUILLERMIN de 1990 à 1993 puis Serge DEBIE jusqu'en 2015.
Clubs Successifs : éclat Saint-Etienne (jusqu'en 1993) - lyon ou (1994) - asptt lyon devenu entente asptt Lyon asu Bron gl (à partir de 1995) - entente asptt lyon asu bron gl (2004-2007) - Lyon athlétisme (2008-2010) - cs Bourgoin-Jallieu (2014-2015) - Martigues sports athle (2016)